# Petja Cekowa
Pietja Cekowa (bułg. Петя Цекова; ur. 13 października 1986 r. w Sofii) – bułgarska siatkarka grająca zamiennie na pozycjach przyjmującej i atakującej, reprezentantka kraju.
W sezonie 2007/08 grała w drużynie Centrostalu Bydgoszcz w Lidze Siatkówki Kobiet. Obecnie gra w klubie PSPS Chemik Police.
Reprezentowała Bułgarię na Mistrzostwach Europy w roku 2007.

## Kluby
- 2012–     PSPS Chemik Police
- 2010–2011 Frigorcarni Soverato
- 2009–2010 Osmo BPVi Vicenza
- 2008–2009 Tena Santeramo
- 2007–2008 Pałac Bydgoszcz
- 2006–2007 CSKA Sofia
- 2004–2006 Akademik Sofia